# یوری واردانیان
یوریک «یوری» واردانیان (ارمنی: Յուրի Վարդանյան؛ زادهٔ ۱۳ ژوئن ۱۹۵۶ - درگذشته ۱ نوامبر ۲۰۱۸) یک وزنه‌بردار اهل ارمنستان بود.

## زندگی‌نامه
موفق به کسب مدال‌های بسیاری از رقابت‌های معتبر جهانی از جمله بازی‌های المپیک، قهرمانی جهان و قهرمانی اروپا شده‌است. وی همچنین برنده جوایزی همچون نشان لنین شده‌است. واردانیان در سال ۱۹۸۳ با همسر خویش الئنورا در ارمنستان ازدواج نمود و صاحب سه فرزند پسر می‌باشد و یکی از پسرانش نیز در ترکیب تیم ملی وزنه‌برداری ارمنستان در بازی‌های المپیک رقابت نموده‌است. وی در ۲ آوریل ۲۰۰۹ به عنوان مشاور رئیس‌جمهور ارمنستان سرژ سرکیسیان برگزیده شد و در ۸ مه ۲۰۱۳ نیز به عنوان وزیر ورزش و امور جوانان جمهوری ارمنستان انتخاب شد. یوری واردانیان در ۱ نوامبر ۲۰۱۸ در سن ۶۲ سالگی در ایالات متحده آمریکا درگذشت.

## نگارخانه

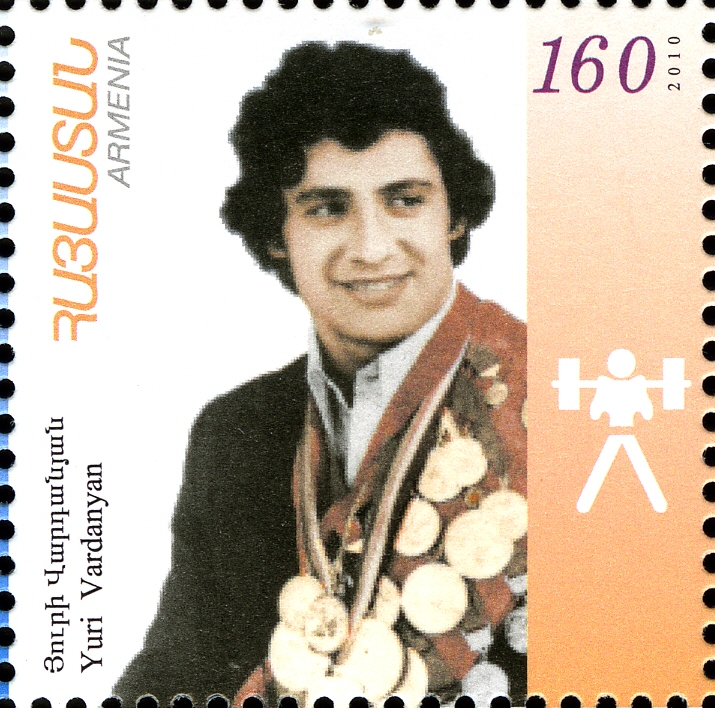
تمبر یادبود (۲۰۱۰)
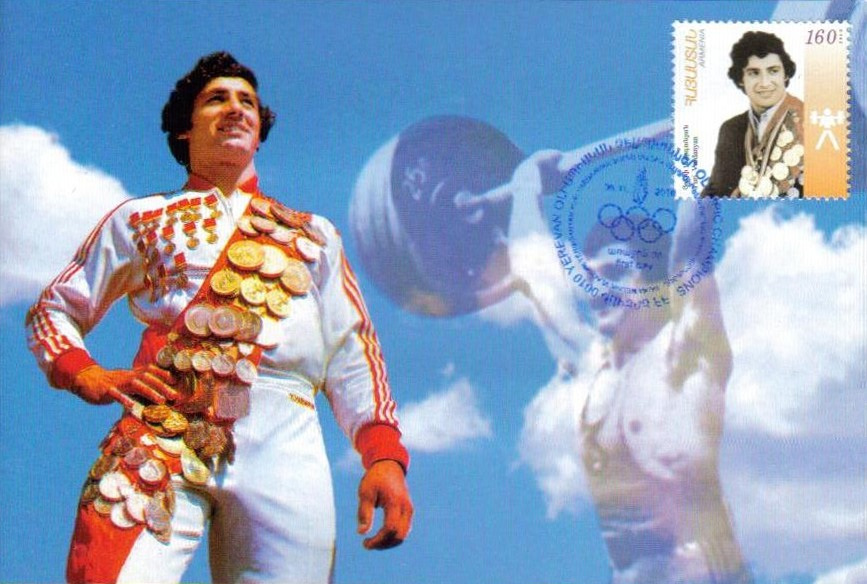
تمبر یادبود